# Taphozous
Taphozous (E.Geoffroy, 1818) è un genere di pipistrelli della famiglia degli Emballonuridi, comunemente noti come pipistrelli delle tombe.

## Etimologia
Il termine generico deriva dalla combinazione delle due parole greche τάφος-, tomba e -ζώο, ovvero animale, con riferimento ai rifugi caratteristici dove venivano osservati questi pipistrelli.

## Descrizione

### Dimensioni
Al genere Taphozous appartengono pipistrelli di medie dimensioni, con lunghezza della testa e del corpo tra 62 e 100 mm, la lunghezza dell'avambraccio tra 50 e 75 mm, la lunghezza della coda tra 12 e 35 mm e un peso fino a 50 g.

### Caratteristiche craniche e dentarie
Il cranio presenta un rostro corto e piatto. La regione inter-orbitale è fortemente concava. Le ossa pre-mascellari sono grandi e larghe. Il processo post-orbitale è ben sviluppato, curvato e leggermente appiattito. La bolla timpanica è grossa ma non completamente ossificata. Gli incisivi superiori sono piccoli e spesso assenti negli esemplari vecchi. Gli incisivi inferiori sono grandi, trifidi e formano una linea continua tra i canini, i quali sono robusti e ben sviluppati.
Sono caratterizzati dalla seguente formula dentaria:

### Aspetto
Il corpo è generalmente allungato. Le parti superiori variano dal grigiastro a varie tonalità di marrone e in alcune forme sono presenti delle macchie biancastre sul corpo. Le parti ventrali sono sempre più chiare e variano dal color crema al bianco attraverso il marrone chiaro. Il muso è corto, conico, con una profonda depressione in mezzo agli occhi, privo di foglie nasali e con gli occhi relativamente grandi. Sul labbro inferiore sono presenti due zone prive di peli separate da un solco.  Le orecchie sono corte, triangolari e separate tra loro, con il margine interno ricoperto di piccole papille. Il trago è piccolo e di forma generalmente a spatola. Sono presenti le caratteristiche sacche sulle ali all'altezza del gomito. Le ali sono lunghe e strette. In diverse specie è presente una grossa sacca golare ghiandolare, più sviluppata nei maschi, mentre nelle femmine è spesso mancante o ridotta a una piega cutanea. In Taphozous melanopogon la sacca è sostituita da diversi piccoli pori che secernono una sostanza untuosa. La coda, come negli altri Emballonuridi fuoriesce dall'uropatagio a circa metà della sua lunghezza e diventa libera. Il piede è esile. Il calcar e la membrana interfemorale sono ben sviluppati.

### Ecolocazione
Emettono ultrasuoni a basso ciclo di lavoro e frequenza quasi costante. Questa combinazione è caratteristica di pipistrelli che predano in spazi aperti.

## Distribuzione
Il genere è diffuso nell'Africa subsahariana, Asia sud-orientale fino alla Nuova Guinea e in Australia.

## Tassonomia
Il genere comprende 14 specie.
- Sottogenere Taphozous - La groppa è ricoperta di peli. Una profonda depressione è presente sulla fronte tra gli occhi.
  - Taphozous achates
  - Taphozous australis
  - Taphozous georgianus
  - Taphozous hildegardeae
  - Taphozous hilli
  - Taphozous kapalgensis
  - Taphozous longimanus
  - Taphozous mauritianus
  - Taphozous melanopogon
  - Taphozous perforatus
  - Taphozous theobaldi
  - Taphozous troughtoni
- Sottogenere Liponycteris - La groppa è priva di peli. Nessuna depressione è presente sulla fronte tra gli occhi.
  - Taphozous hamiltoni
  - Taphozous nudiventris